# Oceans Ate Alaska
Gli Oceans Ate Alaska sono un gruppo metalcore formatosi a Birmingham nel 2010.

## Storia
Gli Oceans Ate Alaska sono stati fondati nel 2010 dagli studenti dell'Università di Birmingham James Harrison, James 'Jibs' Kennedy, Josh Salthouse, Alex Hurdley e Chris Turner. La band ha debuttato nel 2011 con il video musicale "Clocks" per la Great Escape Record; successivamente la band ha poi firmato con la Density Records nel 2012 con la quale ha pubblicato due EP.
Nel 2014, la band ha firmato per Fearless Records. Con l’etichetta hanno registrato la cover di "Drunk in Love" di Beyoncé, inclusa nella compilation Punk Goes Pop 6.
Il primo singolo Blood Brothers è stato rilasciato il 7 ottobre 2014 e il 6 gennaio 2015, è uscito il secondo, Floorboards. Il 26 gennaio 2015 è uscito il terzo singolo "Vultures and Sharks". Queste tracce fanno parte del loro album di debutto Lost Isles, uscito il 24 febbraio 2015.

## Formazione

### Formazione attuale
- James Harrison – voce (2010–2016, 2020-presente)
- James "Jibs" Kennedy – chitarra, voce (2010–presente)
- Adam Zytkiewicz – chitarra, voce (2012–presente)
- Mike Stanton – basso (2012–presente)
- Chris Turner – batteria (2010–presente)

### Ex componenti
- Alex Hurdley – basso (2010–2012)
- Josh Salthouse – chitarra (2010–2012)
- George Arvanitis – basso (2012)
- Jake Noakes – voce (2017–2020)

## Discografia

### Album in studio
- 2015 – Lost Isles
- 2017 – Hikari
- 2022 – Disparity

### EP
- 2011 – Taming Lions
- 2012 – Into the Deep

### Demo
- 2010 – The Puppeteer
- 2010 – Reasons to Stare at the Sun

### Singoli
- 2011 – Clocks
- 2012 – To Catch a Flame
- 2013 – No Strings
- 2014 – Blood Brothers
- 2015 – Floorboards
- 2015 – Vultures and Sharks
- 2016 – High Horse
- 2017 – Covert
- 2017 – Escapist
- 2017 – Hansha
- 2018 – Shape of my Heart (cover di Sting)
- 2020 – Metamorph
- 2022 – New Dawn
- 2022 – Nova

### Apparizioni in compilation
- 2018 – Songs That Saved My Life, con Shape Of My Heart (cover di (Sting))